# Carte Goodwin

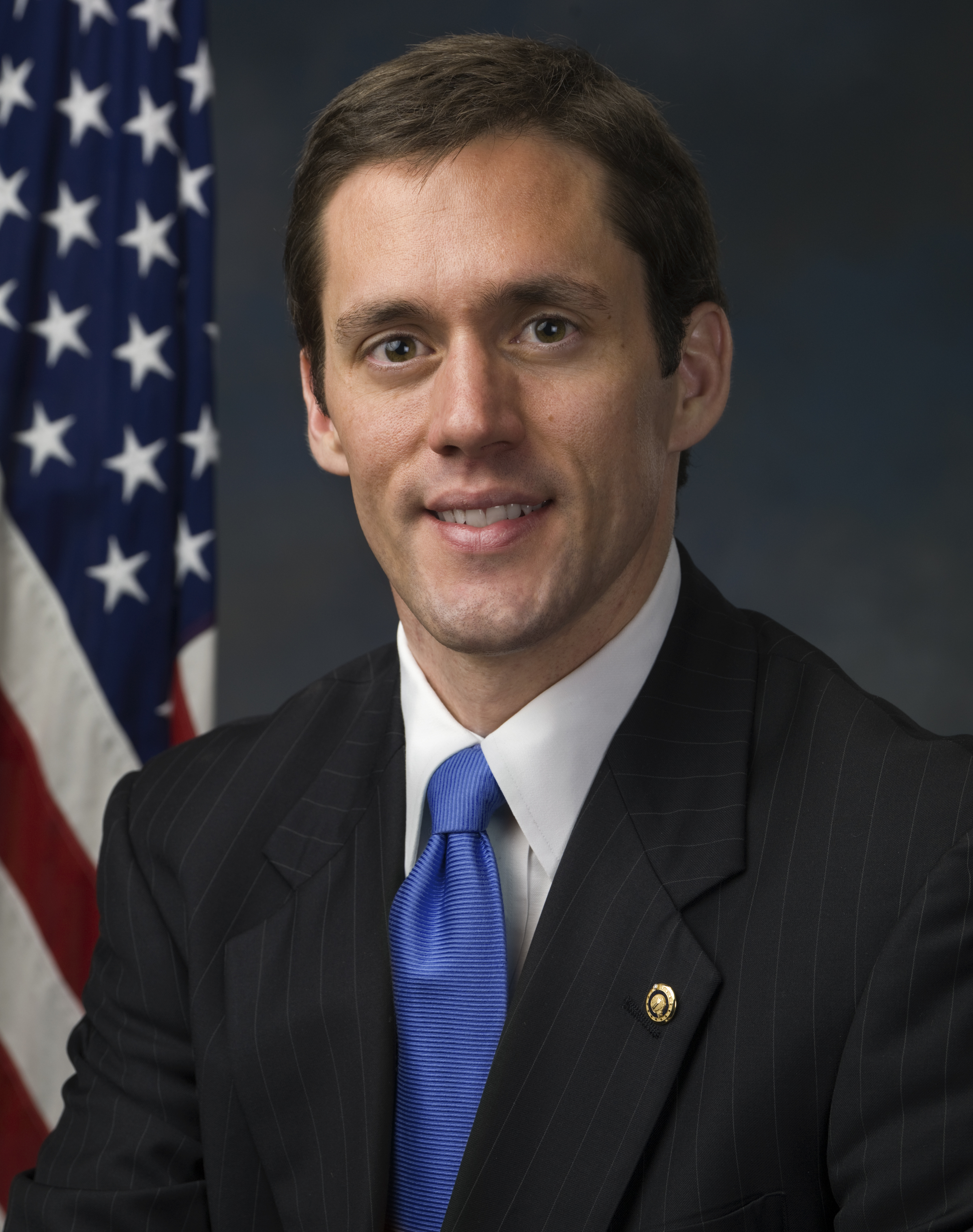
Carte Goodwin (2010)

Carte Patrick Goodwin (* 27. Februar 1974 in Mount Alto, Jackson County, West Virginia) ist ein US-amerikanischer Jurist und Politiker (Demokratische Partei). Er vertrat vom 20. Juli bis zum 15. November 2010 den Bundesstaat West Virginia im US-Senat und war in diesem Zeitraum dessen jüngstes Mitglied. Goodwin war von Gouverneur Joe Manchin zum Nachfolger des verstorbenen Robert Byrd ernannt worden; nach Manchins Sieg bei der Nachwahl am 2. November 2010 trat dieser zwei Wochen später Goodwins Nachfolge an.

## Leben
Carte Goodwin wuchs in einer ländlichen Gegend West Virginias an der Grenze zu Ohio auf. Er machte 1992 seinen High-School-Abschluss in Ripley und graduierte 1996 magna cum laude am Marietta College, wo er einen Bachelor-Abschluss in Philosophie erwarb. Danach besuchte er bis 1999 die Law School der Emory University in Atlanta. Nach seinem Abschluss war er als juristischer Assistent (Law Clerk) für Robert Bruce King, einen Bundesrichter am United States Court of Appeals für den vierten US-Gerichtskreis, tätig. Im Jahr 2000 trat er in die familieneigene Anwaltskanzlei Goodwin & Goodwin ein, für die er bis 2005 arbeitete.
Goodwin ist verheiratet und Vater eines Sohnes. Seine Frau arbeitete als Wahlkampfdirektorin auf Staatsebene für den damaligen zweiten Senator aus West Virginia, Jay Rockefeller. Sein älterer Bruder Booth war von 2010 bis 2015 Bundesstaatsanwalt für den südlichen Distrikt von West Virginia. Sein Onkel Joseph Robert Goodwin ist Oberster Richter am United States Court of Appeals for the Fourth Circuit, dem Bundesbezirksgericht für den südlichen Bezirk von West Virginia; sein verstorbener Vater Stephen Goodwin stand dem Leitungsgremium der West Virginia University vor.

## Laufbahn im öffentlichen Dienst
Während der ersten Amtszeit von Gouverneur Joe Manchin zwischen 2005 und 2009 gehörte Carte Goodwin als oberster Rechtsberater zu dessen Stab, ehe er in die Kanzlei seiner Familie zurückkehrte. Kurzzeitig fungierte er als Vorsitzender der staatlichen Aufsichtsbehörde für Schulgebäude (West Virginia School Building Authority). Im Juni 2009 wurde er von Gouverneur Manchin mit dem Vorsitz einer unabhängigen Kommission betraut, die über die Notwendigkeit einer Reform des Justizsystems in West Virginia befinden sollte.
Nach dem Tod von Robert Byrd, dem am längsten amtierenden Senatsmitglied in der Geschichte des Kongresses, am 28. Juni 2010 ernannte Joe Manchin seinen ehemaligen Rechtsberater zu dessen Nachfolger. Goodwin erklärte, dass er sich nicht um die Wiederwahl bewerben und seinen Sitz räumen werde, sobald ein neuer Senator gewählt sei. Politische Beobachter sahen ihn als Platzhalter für Manchin selbst an, von dem erwartet wurde, dass er bei der Nachwahl am 2. November 2010 antreten würde. Dies bestätigte sich kurze Zeit später, als der Gouverneur seine offizielle Kandidatur bekanntgab. Manchin gewann sowohl die innerparteiliche Primary als auch die eigentliche Wahl gegen den Republikaner John Raese und wurde am 15. November 2010 als Goodwins Nachfolger vereidigt.